# Ерих Хартман
Ерих Алфред „Буби” Хартман (Вајсах, 19. април 1922 — Вајл им Шенбух, 20. септембар 1993) је био најуспешнији ловачки ас у историји ваздухопловства. Током Другог светског рата је као припадник Луфтвафе постигао 352 ваздушне победе, од којих 345 над руским пилотима.
Хартман је ступио у Луфтвафе 1941. године. У октобру 1942. године је заједно са 52. ловачком групом прекомандован на Источни фронт. Летећи на ловцу Месершмит Ме 109, Хартман је убрзо постигао своју прву ваздушну победу. У честим борбама са совјетским ловцима врло брзо је стекао репутацију једног од најталентованијих немачких пилота ловаца. Био је одличан стрелац и често је обарао непријатељске авионе са раздаљине од преко 400 m што га је чинило скоро недоступним за одбрамбену ватру бомбардера које би напао. Захваљујући овој својој вештини за све време које је учествовао у борбама оборен је само два пута.
Упркос чињеници да је Немачки положај почетком 1943. године био значајно погоршан након катастрофалног пораза код Стаљинграда, Хартман је невероватним темпом ређао победу за победом. У јулу 1943. године је унапређен у чин капетана. Током битке за Курск оборио је седам совјетских авиона у једном дану. 20. августа 1943. године. Хартманов авион је погођен због чега је морао да изврши принудно слетање иза совјетске линије фронта. Међутим, после само четири сата у заробљеништву, успео је да побегне и да се поново придружи својој јединици. После постигнуте 250 победе снашла га је слична судбина која је снашла и друге немачке асове који су стекли велику популарост у немачкој јавности. Плашећи се да би њеогова погибија имала негативан утицај на морал немачког народа, Херман Геринг га је повукао са линије фронта. Незадовољан оваквом одлуком Хартман је, користећи свој углед врло брзо издејствовао да поново буде враћен у своју јединицу.
 Своју 300-ту ваздушну победу постигао је 24. августа 1944. године за шта је одликован Витешким крстом Гвозденог крста са храстовим лишћем, мачевима и дијамантима. До краја рата укупан број ваздушних победа побео се на 352. Од укупног броја победа, Хартман је 260 победа остварио над противничким ловцима што говори о његовој летачкој вештини. Осим руских, у последњим данима рата оборио је и седам америчких авиона. Своју 352-гу победу остварио је последњег дана рата када је изнад Брна у Чехословачкој оборио америчког ловца П-51 Мустанг.
Пред крај рата предао се америчкој 90. пешадијској дивизији. Међутим, с обзиром да се борио на Источном фронту, америчка војска га је у складу са претходно постигнутим договором, предала Совјетском Савезу где је затворен и оптужен за ратне злочине. После 10 година проведених у совјетском заробљеништву 1955. године је пуштен на слободу и вратио се у Западну Немачку. Хартман је често говорио да се више поноси чињеницом да ниједном у борби није изгубио свог пратиоца него што се поноси бројем ваздушних победа.
По повратку у Немачку постао је официр у Ратном ваздухоплвству Западне Немачке у којем је командовао првом ловачком јединицом наоружаном млазним авионима Локид Ф-104 Старфајтер. У више наврата путовао је у САД где је обучавао америчке пилоте ловце. Пензионисао се 1970. год.
Ерих Хартман је преминуо 20. септембра 1993. године у 71. години живота. Русија је 1997. године помиловала Ериха Хартмана уз објашњење да оптужбе против њега нису биле законите.